# Bernhard Küppers
Bernhard Küppers (* 13. Mai 1934 in Duisburg; † 30. Mai 2008 in Bottrop) war ein deutscher Architekt und Baubeamter.

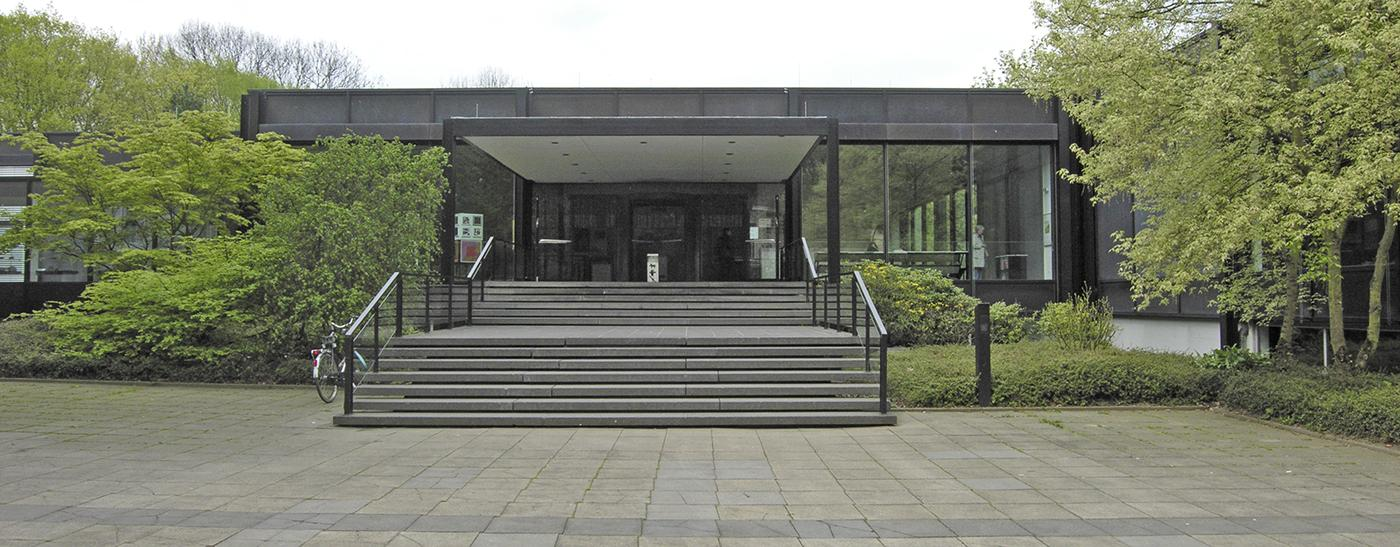
Bottrop, Museum Quadrat (Foto: 2005)

## Leben
Küppers wurde im Duisburger Norden geboren. Er studierte Architektur, zunächst an der Technischen Hochschule Hannover und anschließend 1958 bis 1962 bei Egon Eiermann an der Technischen Hochschule Karlsruhe. Von 1962 bis 1972 arbeitete er in der Finanzbaudirektion Düsseldorf und den Finanzbauämtern Mülheim an der Ruhr und Wesel. Von 1972 bis zur Pensionierung 1999 hatte er die Leitung des Hochbauamtes der Stadt Bottrop inne. Im Rahmen dieser Tätigkeit entwarf und baute Küppers über 35 oft umfangreiche Gebäude mit hoher Qualität. Hierfür wurde er vom Werkbund NRW zum Ehrenmitglied berufen.

## Bauten (Auswahl)
- Eingangstor und Friedhofskapelle Friedhof Grafenwald in Bottrop
- 1974–1982: Museum Quadrat in Bottrop
- 1977: Wiegegebäude an der Mülldeponie in Bottrop
- 1978–1982: Städtischer Saalbau in Bottrop
- 1982: Aula des Heinrich-Heine-Gymnasiums in Bottrop
- 1988: Appartementhaus für Asylbewerber in Bottrop
- 1997 Kunsthalle für Kinder (mit Günther Beckers), heute junges museum, Bottrop
- 1992: Umwandlung des Jungengymnasiums zum Kulturzentrum (mit Inneneinrichtung) in Bottrop
- 2003: Gelehrten-Bibliothek für Janne und Roland Günter am Rand der Siedlung Eisenheim in Oberhausen